# LiVE (椎名林檎のボックス・セット)
『LiVE』（ライブ）は、2013年11月13日にユニバーサルミュージックより初回生産限定で発売された日本のシンガーソングライター・椎名林檎のBlu-ray Discのボックス・セット。
同日にはコンピレーション・アルバム『浮き名』、ライブ・アルバム『蜜月抄』、本作と同じく初回生産限定でミュージック・ビデオ集『The Sexual Healing Total Care Course 120min.』が同時発売された。また過去に発売したライブ映像集7作品もBlu-ray Disc化された。

## 概要
デビュー15周年を記念して、過去に発売したライブ映像集7作品全てをアップコンバート、Blu-ray Disc化し、特典ディスクを加えてボックス・セット化したもので、初回生産限定で発売された。椎名林檎単独名義では『MoRA』に続いて2つ目のボックス・セットとなる。さらに未ソフト化となっていた初のツアー「先攻エクスタシー」（1999年4月9日、渋谷クアトロ公演）をドキュメントとして収録した特典ディスクも収録。
Blu-ray化は映像プロダクション、リライアンス・メディア・ワークス社が担当した。

## 収録内容
1. 『下剋上エクスタシー』（2000年）
2. 『発育ステータス 御起立ジャポン』（2000年）
3. 『賣笑エクスタシー』（2003年）
4. 『Electric Mole』（2003年）
5. 『座禅エクスタシー』（2008年）
6. 『Ringo EXPO 08』（2009年）
7. 『第一回林檎班大会の模様』（2007年）
8. 『「先攻エクスタシー」ドキュメント』（特典ディスク）
  1. 「ここでキスして。」
  2. 「警告」
  3. 「アイデンティティ」
  4. 「クレイジー・フォー・ユー」
  5. 「同じ夜」